# منظمة الاشتراكيين اللبنانيين
منظمة الاشتراكيين اللبنانين, هي منظمة سياسية كانت ناشطة في لبنان في نهاية الستينات قبل أن تندمج سنة 1970 مع لبنان الاشتراكي لتشكل منظمة العمل الشيوعي في لبنان. يرجع جذور المنظمة التي كان يقودها محسن إبراهيم ومحمد كشلي إلى التيار اليساري في حركة القوميين العرب.